# Army of Mushrooms
Army of Mushrooms es el octavo álbum de estudio de Infected Mushroom lanzado el 8 de mayo de 2012 bajo el sello Dim Mak Records. Este cuenta con una versión de "The Pretender" de Foo Fighters, así como las canciones "Serve My Thirst" y "U R So Fucked" las cuales fueron lanzadas como singles el 14 de febrero de 2012.

## Lista de canciones
1. "Never Mind" – 6:05
2. "Nothing to Say" – 6:28
3. "Send Me an Angel" – 7:25 (Mashina cover)
4. "U R So Fucked" – 4:41
5. "The Rat" – 7:43
6. "Nation of Wusses" – 7:02
7. "Wanted To" – 3:24
8. "Serve My Thirst" – 6:46
9. "I Shine"  – 5:43
10. "Drum n Bassa" – 7:12
11. "The Pretender" – 6:34 ( Foo Fighters cover)
12. "The Messenger 2012" – 10:38 (remix of their track "The Messenger" from 2000)
13. "Swingish" – 6:16 (digital release bonus track)